# Stadttöchterschule auf dem Aegidientorplatz

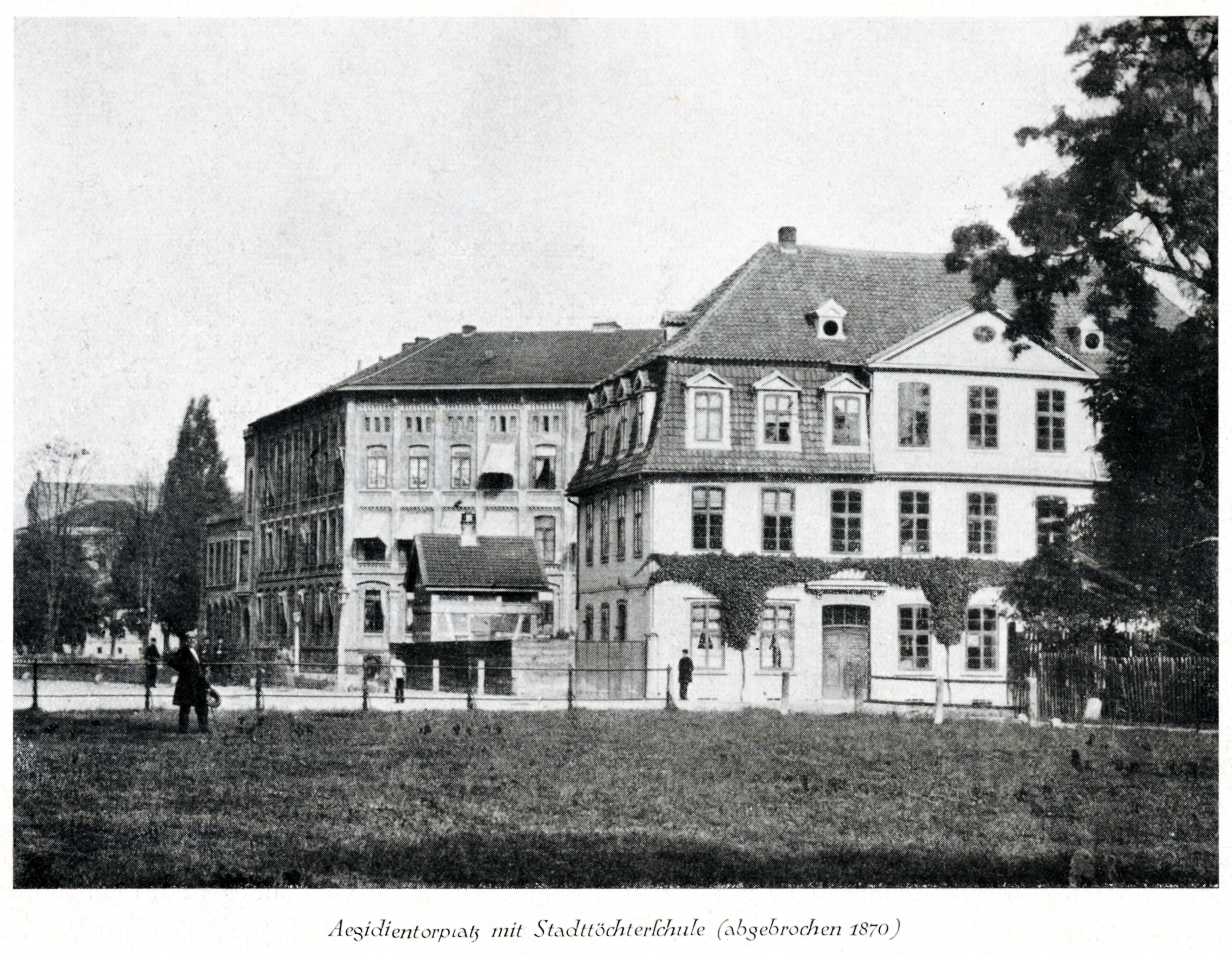
Die Stadttöchterschule auf dem Aegidientorplatz in den 1860er Jahren, im Hintergrund links die Georgstraße

Die Stadttöchterschule auf dem Aegidientorplatz in Hannover war eine im 19. Jahrhundert auf dem Aegidientorplatz betriebene städtische Schule. Die auch schlicht Höhere Töchterschule genannte Einrichtung diente der zeitgenössischen Bildung für höhere Töchter insbesondere aus dem Großbürgertum der Stadt. Das stattliche Haus stand auf dem Platz gegenüber der Einmündung der Marienstraße, „ungefähr am südlichen Ausgang der jetzigen Prinzenstraße.“

## Geschichte
Die Stadttöchterschule auf dem Aegidientorplatz ging aus der zur Zeit des Kurfürstentums Braunschweig-Lüneburg während der Personalunion zwischen Großbritannien und Hannover 1790 gegründeten Hof-Töchterschule hervor.
Nachdem zur Zeit des Königreichs Hannover auf dem heutigen Aegidientorplatz die in einem großen Fachwerkhaus unterhaltene Thierbachsche Privatschule ihren Betrieb eingestellt hatte, wurde das Gebäude 1834 zunächst von der Höheren Bürgerschule bezogen, aus der sich später die Wilhelm-Raabe-Schule entwickelte.
Nach etwa zwei Jahrzehnten zog die Höhere Bürgerschule 1854 zusammen mit dem alten Lyceum in einen von dem Architekten Ludwig Droste am Georgsplatz entworfenen Neubau. Die freigewordenen Räume auf dem Aegidientorplatz bezog im selben Jahr die Höhere Töchterschule. Diese übersiedelte nach etwa einem Dutzend Jahren 1867 an den Friedrichswall, ebenfalls in einen Neubau.
Das Schulgebäude auf dem Aegidientorplatz wurde „um 1870“ oder 1872 abgerissen. Erhalten hat sich davon ein von dem hannoverschen Fotografen Karl Friedrich Wunder gefertigter Abzug einer älteren Aufnahme, die sich heute im Historischen Museum Hannover findet. Sie zeigt den von wenigen Spaziergängern belebten und großteils noch unbefestigten Platz mit Blick in Richtung Georgstraße und Schiffgraben mit der Stadttöchterschule im Hintergrund – wenige Jahre vor dem ersten Auftauchen „moderner“ Verkehrsmittel: Der Fotografie-Historiker Ludwig Hoerner erläuterte die Aufnahme später in seinem Buch Hannover in frühen Photographien 1848–1910. Seine Gegenüberstellung mit einer anderen, um 1875 von Friedrich Reinecke gefertigten Fotografie mit ähnlichem Standpunkt zeigt an Stelle des abgebrochenen Schulhauses eine doppelstöckige, oben offen überdachte Pferdestraßenbahn mit der Aufschrift „Continental Pferdeeisenbahn Actien-Gesellschaft“.